# Parthe
Il Parthe è un fiume della Sassonia, in Germania, affluente destro dell'Elster Bianco. La sua lunghezza totale è di 60 km. Ha origine nella Sassonia settentrionale, tra Colditz e Bad Lausick e scorre a nord-ovest attraverso Parthenstein, Naunhof, Borsdorf e Taucha prima di entrare nella città di Lipsia unendosi all'Ester Bianco nel nord-ovest di Lipsia.

## Corso

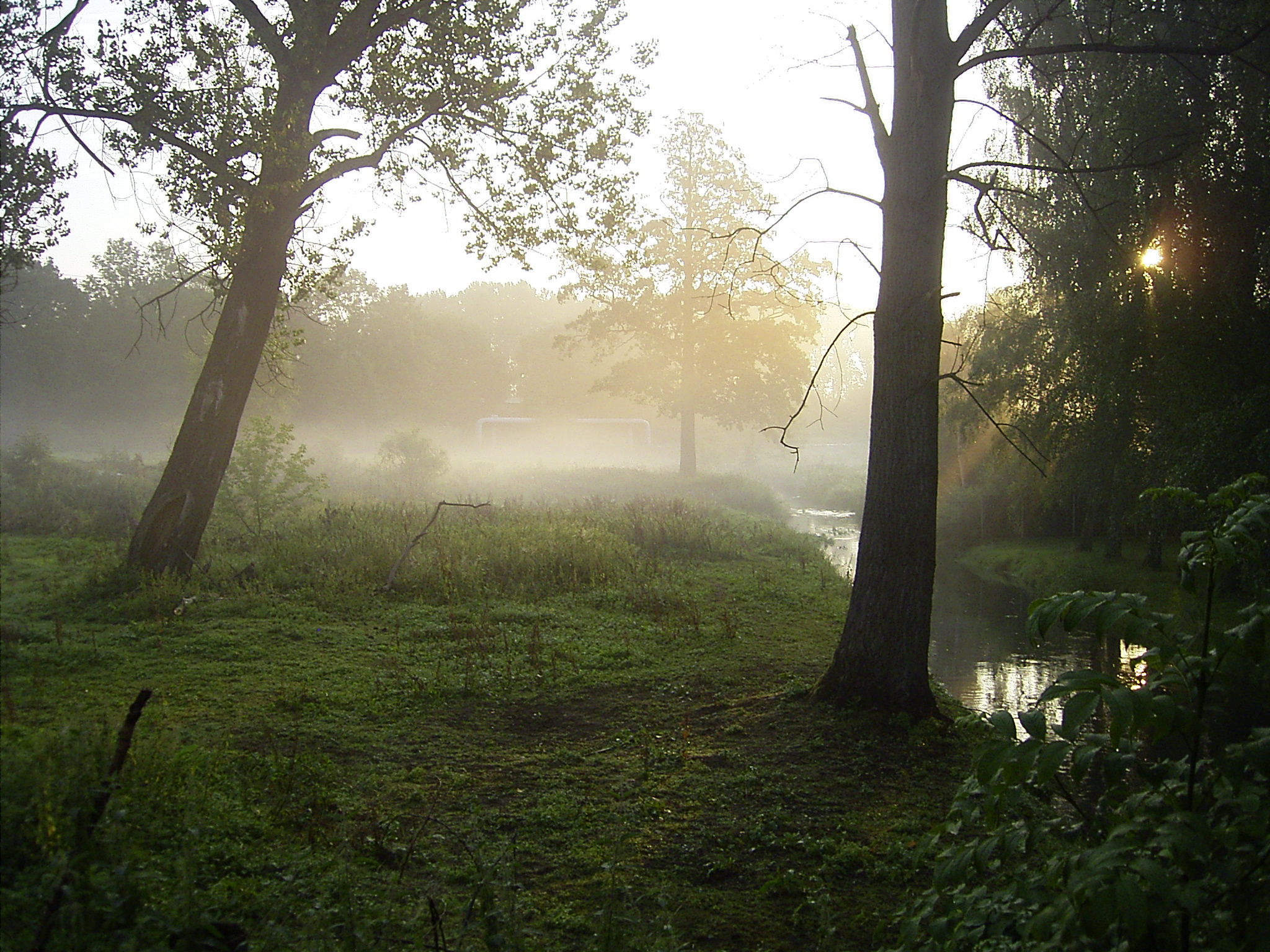
Il Parthe a Lipsia

Nel suo corso attraverso la baia di Lipsia (Leipziger Tieflandsbucht), e scorre attraverso le regioni e le città di Großbardau, Parthenstein, Naunhof, Beucha, Borsdorf, Panitzsch, Taucha e Lipsia. Tra i suoi affluenti il Gladegraben, il Lazy Parthe, il Todgraben, il Mittelgraben, il Grenzgraben, il Threne, lo Zauchgraben, il Kittelgraben, il Wachtelbach, il Lösegraben, lo Staditzbach, l'Hasengraben e il Rüdgengraben. Nel corso degli anni numerosi raddrizzamenti e canalizzazioni hanno avuto un effetto sul fiume. Quando il Parthe raggiunge Lipsia è visibile il suo letto pietroso.

## Nome
Tra gli altri, la regione Parthenstein e lo svincolo autostradale Parthenaue (la fusione della A 38 con l'autostrada A 14 ) hanno preso il nome del fiume.

## Inondazioni 2002
Durante l'alluvione dell'Elba, nel 2002, anche il Parthe ha rotto gli argini. Ciò ha portato a danni in villaggi e città come Kleinbardau e Großbardau.

## Natura
I 51 km. della pista ciclabile Parthe-Mulde da Grimma via Naunhof, Borsdorf e Taucha a Lipsia corrono lungo il Parthe per lunghi tratti. Fa parte della rete di piste ciclabili che vanno da Lipsia al Freiberger Mulde e al fiume Elba. 
A Taucha e Abtnaundorf (un distretto di Lipsia) il Parthe scorre attraverso i parchi. Grandi sezioni del corso del fiume sono designate come Riserva naturale Parthenaue - Machern.

## Persecuzione degli ebrei 1938

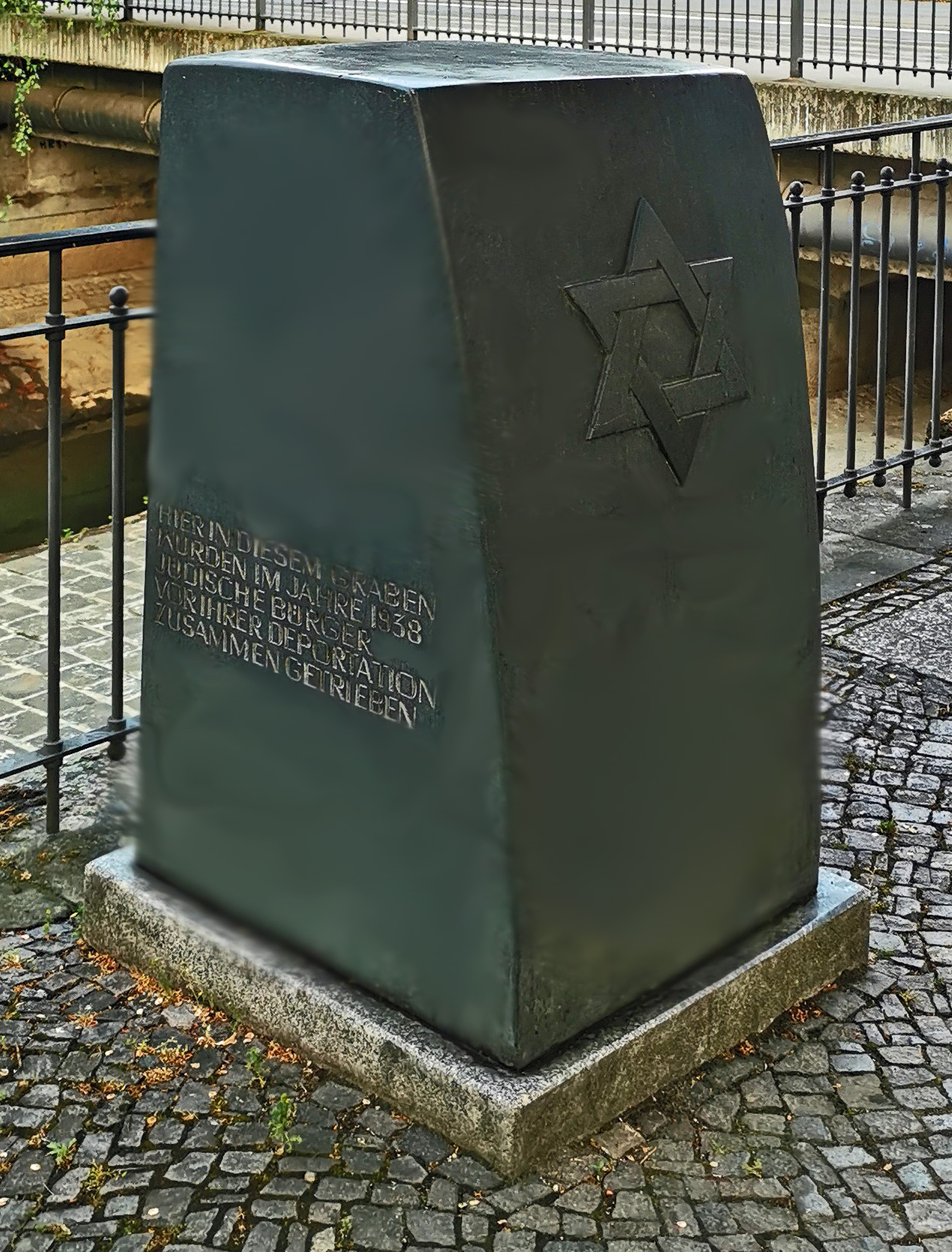
Memoriale per i cittadini ebrei a Lipsia

Il memoriale per i cittadini ebrei a Lipsia sul letto del fiume Parthe rivestito di mattoni vicino allo zoo di Lipsia commemora il pogrom di novembre a Lipsia nel 1938, quando gli ebrei, compresi donne e bambini, furono costretti nel letto del fiume e trattenuti per ore. I prigionieri furono ammassati nel fiume, ad alcuni di loro fu permesso di tornare a casa più tardi, ma la maggior parte fu trasferita in un campo di concentramento.